# Caledonia (hrabstwo Waupaca)
Caledonia – miasto w Stanach Zjednoczonych, w stanie Wisconsin, w hrabstwie Waupaca.